# Нукер
Ну́кер (от монг. нөхөр) — дружинник на службе феодализирующейся знати в период становления феодализма в Монголии. Во время войны нукеры выступали ратниками в войске своего сюзерена, в мирное время становились стражей, «домашними людьми», приближёнными. Первоначально нукеры получали за свою службу полное содержание и снаряжение, затем — часть военной добычи и земельные пожалования с насельниками-крестьянами (своеобразные бенефиции), что способствовало превращению их в обычных вассалов крупных феодалов. В XIV—XX вв. термин «нукер» стал употребляться у народов Передней и Средней Азии, а также Кавказа, в значении «слуга», «военный слуга». Термин «нукеры» используется в фильме «Белое солнце пустыни» по отношению к членам банды Абдуллы.
Г. Губарев считает рудиментом ордынского института нукеров социальный термин запорожцев «войсковой товарищ», который указывает, что казаки — нукеры крымских ханов, — уйдя от них и обосновавшись в Сечи, только славянизировали прежнее название, определяющее их положение в военном обществе.